# Litvánia a 2011-es úszó-világbajnokságon
Litvánia a 2011-es úszó-világbajnokságon hét sportolóval vett részt.

## Műugrás
Férfi
| Versenyző(k)                   | Esemény                       | Selejtező | Selejtező | Elődöntő          | Elődöntő          | Döntő               | Döntő               |
| Versenyző(k)                   | Esemény                       | Pont      | Helyezés  | Pont              | Helyezés          | Pont                | Helyezés            |
| ------------------------------ | ----------------------------- | --------- | --------- | ----------------- | ----------------- | ------------------- | ------------------- |
| Ignas Barkauskas               | Férfi 3 méteres műugrás       | 304.15    | 46        | Nem jutott tovább | Nem jutott tovább | Nem jutott tovább   | Nem jutott tovább   |
| Sergej Baziuk                  | Férfi 3 méteres műugrás       | 301.20    | 47        | Nem jutott tovább | Nem jutott tovább | Nem jutott tovább   | Nem jutott tovább   |
| Ignas Barkauskas Sergej Baziuk | Férfi 3 méteres szinkronugrás | 301.77    | 17        |                   |                   | Nem jutottak tovább | Nem jutottak tovább |

## Úszás
Férfi
| Versenyző(k)                                                             | Esemény                            | Selejtező | Selejtező | Elődöntő          | Elődöntő          | Döntő               | Döntő               |
| Versenyző(k)                                                             | Esemény                            | Idő       | Helyezés  | Idő               | Helyezés          | Idő                 | Helyezés            |
| ------------------------------------------------------------------------ | ---------------------------------- | --------- | --------- | ----------------- | ----------------- | ------------------- | ------------------- |
| Mindaugas Sadauskas                                                      | Férfi 50 méteres gyorsúszás        | 22.95     | 34        | Nem jutott tovább | Nem jutott tovább | Nem jutott tovább   | Nem jutott tovább   |
| Mindaugas Sadauskas                                                      | Férfi 100 méteres gyorsúszás       | 49.66     | 29        | Nem jutott tovább | Nem jutott tovább | Nem jutott tovább   | Nem jutott tovább   |
| Matas Andriekus                                                          | Férfi 100 méteres hátúszás         | 56.10     | 39        | Nem jutott tovább | Nem jutott tovább | Nem jutott tovább   | Nem jutott tovább   |
| Giedrius Titenis                                                         | Férfi 50 méteres mellúszás         | 28.14     | 19        | Nem jutott tovább | Nem jutott tovább | Nem jutott tovább   | Nem jutott tovább   |
| Giedrius Titenis                                                         | Férfi 100 méteres mellúszás        | 1:00.41   | 10 Q      | 1:00.26           | 8 Q               | 1:00.25             | 6                   |
| Giedrius Titenis                                                         | Férfi 200 méteres mellúszás        | 2:10.33   | 1 Q       | 2:11.43           | 8 Q               | 2:11.07             | 6                   |
| Vytautas Janušaitis                                                      | Férfi 100 méteres pillangóúszás    | 53.50     | 31        | Nem jutott tovább | Nem jutott tovább | Nem jutott tovább   | Nem jutott tovább   |
| Vytautas Janušaitis                                                      | Férfi 200 méteres vegyesúszás      | 1:59.43   | 7 Q       | 1:59.51           | 10                | Nem jutott tovább   | Nem jutott tovább   |
| Matas Andriekus Giedrius Titenis Vytautas Janušaitis Mindaugas Sadauskas | Férfi 4 × 100 méteres vegyes váltó | 3:38.57   | 17        |                   |                   | Nem jutottak tovább | Nem jutottak tovább |

Női
| Versenyző          | Esemény                   | Selejtező | Selejtező | Elődöntő          | Elődöntő          | Döntő             | Döntő             |
| Versenyző          | Esemény                   | Idő       | Helyezés  | Idő               | Helyezés          | Idő               | Helyezés          |
| ------------------ | ------------------------- | --------- | --------- | ----------------- | ----------------- | ----------------- | ----------------- |
| Raminta Dvariškytė | Női 200 méteres mellúszás | 2.33.79   | 27        | Nem jutott tovább | Nem jutott tovább | Nem jutott tovább | Nem jutott tovább |